# كوه لهرو (شميل)
کوه لهرو (بالفارسية: کوه لهرو) هي قرية تقع في إيران في قسم شمیل الريفي. يقدر عدد سكانها بـ 121 نسمة بحسب إحصاء 2016.